# Åstrup
Åstrup är en tätort i Fåborg-Midtfyns kommun i Region Syddanmark i Danmark. Tätorten har 207 invånare (2024). Den ligger på Fyn, cirka 19,5 kilometer sydväst om Ringe.